# Андраш Дєндєші
Андраш Дєндєші (угор. András Gyöngyösi, 23 січня 1968) — угорський ватерполіст.
Учасник Олімпійських Ігор 1988, 1992, 1996 років.